# أغ أتلوق
أغ‌ أتلوق هي قرية في مقاطعة بل دشت، إيران. يقدر عدد سكانها بـ 394 نسمة بحسب إحصاء 2016.